# Kolumbia na Letnich Igrzyskach Olimpijskich Młodzieży 2010
Kolumbię na Letnich Igrzyskach Olimpijskich Młodzieży 2010 w Singapurze reprezentowało 23 sportowców w 12 dyscyplinach.

## Skład kadry

### Boks
- Juan Carlos Carrillo - kategoria do 75 kg -  srebrny medal

### Gimnastyka

#### Gimnastyka artystyczna
- Eliana Rodriguez - 32. miejsce

### Jeździectwo
- Mario Gamboa -  srebrny medal

### Kolarstwo
Cross Country
| Zawodnik         | Konkurencja | Czas  | Ranking | Punkty |
| ---------------- | ----------- | ----- | ------- | ------ |
| Jhonnatan Botero | Kolarstwo   | 58:42 | 1       | 1      |
| Jessica Lergada  | Kolarstwo   | 57:56 | 18      | 40     |

Time Trial
| Zawodnik        | Konkurencja | Czas    | Ranking | Punkty |
| --------------- | ----------- | ------- | ------- | ------ |
| Brayan Ramirez  | Kolarstwo   | 4:05.58 | 5       | 12     |
| Jessica Lergada | Kolarstwo   | 3:40.80 | 17      | 40     |

BMX
| Zawodnik        | Konkurencja | Runda kwal. | Runda kwal. | Ćwierćfinały | Ćwierćfinały | Ćwierćfinały | Ćwierćfinały | Ćwierćfinały | Ćwierćfinały | Ćwierćfinały | Półfinały   | Półfinały   | Półfinały   | Półfinały   | Półfinały   | Półfinały   | Półfinały   | Finał       | Finał       | Finał  |
| Zawodnik        | Konkurencja | Runda kwal. | Runda kwal. | Wyścig 1     | Wyścig 1     | Wyścig 2     | Wyścig 2     | Wyścig 3     | Wyścig 3     | Ranking      | Wyścig 1    | Wyścig 1    | Wyścig 2    | Wyścig 2    | Wyścig 3    | Wyścig 3    | Ranking     | Finał       | Finał       | Finał  |
| Zawodnik        | Konkurencja | Czas        | Poz.        | Czas         | Poz.         | Czas         | Poz.         | Czas         | Poz.         | Ranking      | Czas        | Poz.        | Czas        | Poz.        | Czas        | Poz.        | Ranking     | Czas        | Poz.        | Punkty |
| --------------- | ----------- | ----------- | ----------- | ------------ | ------------ | ------------ | ------------ | ------------ | ------------ | ------------ | ----------- | ----------- | ----------- | ----------- | ----------- | ----------- | ----------- | ----------- | ----------- | ------ |
| David Oquendo   | Kolarstwo   | 31.534      | 3           | 31.780       | 1            | 31.829       | 1            | 32.791       | 1            | 1 Q          | 32.065      | 2           | 33.132      | 3           | 33.442      | 2           | 2 Q         | 30.965      | 1           | 1      |
| Jessica Lergada | Kolarstwo   | 49.016      | 20          | 49.470       | 6            | 49.182       | 7            | 48.139       | 5            | 6            | Nie zakwal. | Nie zakwal. | Nie zakwal. | Nie zakwal. | Nie zakwal. | Nie zakwal. | Nie zakwal. | Nie zakwal. | Nie zakwal. | 40     |

Road Race
| Zawodnik         | Konkurencja | Czas    | Ranking | Punkty |
| ---------------- | ----------- | ------- | ------- | ------ |
| Jhonnatan Botero | Kolarstwo   | 1:05:44 | 6       | 20**   |
| Brayan Ramirez   | Kolarstwo   | 1:05:44 | 13      |        |
| David Oquendo    | Kolarstwo   | 1:16:48 | 69      |        |

Overall
| Zespół                                                        | Konkurencja | Cross Country Pkt | Cross Country Pkt | Time Trial Pkt | Time Trial Pkt | BMX Pkt | BMX Pkt    | Road Race Pkt | Suma Pkt | Ranking     |
| Zespół                                                        | Konkurencja | Chłopcy           | Dziewczęta        | Chłopcy        | Dziewczęta     | Chłopcy | Dziewczęta | Road Race Pkt | Suma Pkt | Ranking     |
| ------------------------------------------------------------- | ----------- | ----------------- | ----------------- | -------------- | -------------- | ------- | ---------- | ------------- | -------- | ----------- |
| Jessica Lergada Jhonnatan Botero Brayan Ramirez David Oquendo | Kolarstwo   | 1                 | 40                | 12             | 40             | 1       | 40         | 20**          | 154      | złoty medal |

### Lekkoatletyka
Chłopcy
- Eider Arévalo - chód na 10 000 m - dyskwalifikacja[1]

Dziewczęta
- Yaneth Largacha - bieg na 400 m - 13. miejsce (5. lokata w finale "B")[2]

### Pływanie
| Zawodnik             | Konkurencja                   | Kwalifikacje | Kwalifikacje | Półfinał           | Półfinał           | Finał              | Finał              |
| Zawodnik             | Konkurencja                   | Czas         | Miejsce      | Czas               | Miejsce            | Czas               | Miejsce            |
| -------------------- | ----------------------------- | ------------ | ------------ | ------------------ | ------------------ | ------------------ | ------------------ |
| Juan Manuel Arbelaez | 50 m st. dowolnym             | 24.12        | 12           | niezakwalifikowany | niezakwalifikowany | niezakwalifikowany | niezakwalifikowany |
| Juan Manuel Arbelaez | 100 m st. dowolnym            | 53.08        | 33           | niezakwalifikowany | niezakwalifikowany | niezakwalifikowany | niezakwalifikowany |
| Juan Manuel Arbelaez | 50 m st. motylkowym           | 26.64        | 14 Q         | 26.31              | 11                 | niezakwalifikowany | niezakwalifikowany |
| Juan Manuel Arbelaez | 100 m st. motylkowym          | 58.37        | 28           | niezakwalifikowany | niezakwalifikowany | niezakwalifikowany | niezakwalifikowany |
| Isabella Arcila      | 50 m st. dowolnym             | 27.04        | 15 Q         | 29.77              | 16                 | niezakwalifikowany | niezakwalifikowany |
| Isabella Arcila      | 100 m st. dowolnym            | 58.49        | 18           | niezakwalifikowany | niezakwalifikowany | niezakwalifikowany | niezakwalifikowany |
| Isabella Arcila      | 50 m st. grzbietowym          | 30.05        | 5 Q          | 30.42              | 9 Q*               | 30.31              | 7                  |
| Isabella Arcila      | 100 m st. grzbietowym         | 1:04.87      | 14 Q         | 1:04.98            | 13                 | niezakwalifikowany | niezakwalifikowany |
| Isabella Arcila      | 200 m st. grzbietowym         | 2:18.71      | 15           |                    |                    | niezakwalifikowany | niezakwalifikowany |
| Juanita Barreto      | 100 m st. dowolnym            | 59.45        | 30           | niezakwalifikowany | niezakwalifikowany | niezakwalifikowany | niezakwalifikowany |
| Juanita Barreto      | 200 m st. dowolnym            | 2:10.35      | 32           |                    |                    | niezakwalifikowany | niezakwalifikowany |
| Juanita Barreto      | 50 m st. grzbietowym          | 30.48        | 9 Q          | 30.76              | 10                 | niezakwalifikowany | niezakwalifikowany |
| Juanita Barreto      | 100 m st. grzbietowym         | 1:04.47      | 7 Q          | 1:04.64            | 12                 | niezakwalifikowany | niezakwalifikowany |
| Juanita Barreto      | 200 m st. grzbietowym         | 2:18.66      | 13           |                    |                    | niezakwalifikowany | niezakwalifikowany |
| Juanita Barreto      | sztafeta 4x100 m st. zmiennym | DSQ          | DSQ          |                    |                    | niezakwalifikowany | niezakwalifikowany |

### Podnoszenie ciężarów
- Jose Mena - kategoria do 62 kg  srebrny medal
- Jose Miguel Velez - kategoria do 85 kg - 5. miejsce
- Diana Cadena - kategoria do 53 kg - 5. miejsce

### Skoki do wody
- Miguel Angel Reyes
  - trampolina 3-metrowa - 8. miejsce

### Taekwondo
- Oscar Munoz - kategoria do 55 kg - 5. miejsce

### Tenis
- Juan Sebastián Gómez -  złoty medal

### Triathlon
Chłopcy
- Andres Diaz - 23. miejsce

Dziewczęta
- Viviana Gonzalez - 25. miejsce

### Zapasy
Styl dowolny
- Yerzon Hernandez - kategoria do 54 kg - 4. miejsce
- Sayury Canon - kategoria do 52 kg - 5. miejsce

Styl klasyczny
- Carlos Valor - kategoria do 69 kg - 5. miejsce